# Rascino
Rascino fu un antico castello dell'Abruzzo, situato nell'altopiano di Rascino, nei pressi di Fiamignano, ed oggi ricompreso nel Lazio.
Nel XIII secolo è stato uno dei castelli che hanno partecipato alla fondazione dell'Aquila.

## Geografia

### Territorio
Il castello di Rascino era situato a circa 1 218 metri s.l.m., in posizione predominante sull'omonimo altopiano, oggi ricompreso nel territorio comunale di Fiamignano (RI). L'altopiano presenta al centro un piccolo lago che prende il nome di lago di Rascino.

## Storia
La prime documentazione relativa risale al 1083, anche se probabilmente l'origine del castello affonda le sue radici in epoca longobarda. Il nome sembrerebbe derivare dal termine latino raxis («dorso di monte»).
Nel XIII secolo partecipò alla fondazione dell'Aquila, ricevendo nel un locale nel quarto di San Giovanni,  dove edificò, nella seconda metà del secolo, la chiesa di Santa Maria di Rascino. Rascino fu ricompreso nel circondario aquilano fino alla fine del XV secolo, quando fu ceduto a Petrella di Cicoli venendo così aggregato all'area del cicolano.
Nei secoli seguenti il castello, spopolatosi, cadde in rovina. Nel XX secolo l'area, concessa al comune di Fiamignano, fu annessa alla nuova provincia di Rieti e quindi ricompresa nel Lazio.
Gli scavi condotti dall'Università di Leicester tra il 1988 e il 1992 hanno permesso di ricomporre una verosimile pianta non solo del principale mastio difensivo, oggi ridotto allo stato di rudere, ma anche dello scomparso borgo montano che con una cinquantina di cellule abitative lo circondava.